# Scorzonera rindak
Scorzonera rindak là một loài thực vật có hoa trong họ Cúc. Loài này được Ovcz. miêu tả khoa học đầu tiên năm 1951.